# Tablat (San Gallo)
Tablat (toponimo tedesco) è stato un comune svizzero del distretto di Tablat (e in precedenza del distretto di Rorschach) nel Canton San Gallo.

## Storia
Il comune di Tablat fu istituito nel 1803 e assegnato al distretto di Rorschach; nel 1831 passò al neoistituito distretto di Tablat e nel 1918 fu soppresso e accorpato alla città di San Gallo assieme all'altro comune soppresso di Straubenzell.

## Società

### Evoluzione demografica
L'evoluzione demografica è riportata nella seguente tabella:
Abitanti censiti

## Geografia antropica
Tablat comprendeva il villaggio di Sankt Fiden, le frazioni Achslen, Krontal, Langgass/Heiligkreuz, Neudorf, Notkersegg, Rotmonten, Sankt Georgen, Stephanshorn, Wilen e l'area dell'abbazia di San Gallo; dopo la fusione con San Gallo il territorio dell'ex comune costituisce l'intero distretto orientale della città (Kreis Ost) e parte di quello centrale (Kreis Centrum): Langgass/Heiligkreuz, Neudorf, Notkersegg, Rotmonten e Sankt Fiden sono i cinque quartieri del Kreis Ost.